# 이시카와군

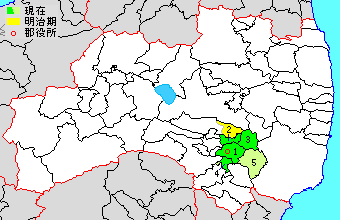
이시카와 군의 위치

이시카와군(일본어: 石川郡, いしかわぐん)은 일본 후쿠시마현 동부의 군이다.
인구 34,222명, 면적 456.52km², 인구밀도 75명/km².(2025년 3월 1일, 추계인구)
이하 3정 2촌으로 구성된다.
- 아사카와정(浅川町)
- 이시카와정(石川町)
- 후루도노정(古殿町)
- 다마카와촌(玉川村)
- 히라타촌(平田村)